# David Ho
David Da-i Ho (kínaiul: 何大一; született 1952. november 3-án) tajvani-amerikai AIDS-kutató, orvos és virológus, aki számos tudományos hozzájárulást tett a HIV-fertőzés megértéséhez és kezeléséhez. Az egyszeri terápia helyett a kombinált antiretrovirális terápia mellett szállt síkra, ami a HIV-et abszolút halálos betegségből krónikus betegséggé változtatta.
David Ho 1952-ben született Tajvanon, és 1965-ben vándorolt be az Amerikai Egyesült Államokba, ahol a California Institute of Technology és a Harvard Medical School (a Harvard-MIT Program in Health Sciences and Technology keretében) tanult, majd a UCLA School of Medicine és a Massachusetts General Hospital klinikai képzésében részesült.
Ő az Aaron Diamond AIDS Kutatóközpont alapító tudományos igazgatója, valamint a Columbia Egyetem Vagelos Orvosi és Sebészeti Főiskolájának Clyde és Helen Wu orvosprofesszora, mindkettő a Columbia Egyetem Irving Orvosi Központjában található.